# Brasil en los Juegos Olímpicos de Roma 1960
Brasil estuvo representado en los Juegos Olímpicos de Roma 1960 por un total de 72 deportistas, 71 hombres y una mujer, que compitieron en 14 deportes.
El portador de la bandera en la ceremonia de apertura fue el atleta Adhemar da Silva.

## Medallistas
El equipo olímpico brasileño obtuvo las siguientes medallas:
| Nombre            | Deporte    | Competición   |
| ----------------- | ---------- | ------------- |
| Oro               |            |               |
| —                 |            |               |
| Plata             |            |               |
| —                 |            |               |
| Bronce            |            |               |
| Equipo            | Baloncesto | Torneo M      |
| Manuel dos Santos | Natación   | 100 m libre M |